# Chandra Shekhar
Chandra Shekhar, hindi चन्द्रशेखर सिंह (ur. 1 lipca 1927, zm. 8 lipca 2007) – indyjski polityk, od listopada 1990 do czerwca 1991 premier.